# Waldemar Ceran
Waldemar Ceran (ur. 7 września 1936 w Łodzi zm. 20 czerwca 2009 tamże) – polski historyk, profesor nauk humanistycznych, badacz historii późnego antyku i Bizancjum, członek prezydium Komitetu Nauk o Kulturze Antycznej PAN.

## Życiorys
Absolwent I Gimnazjum i LO im. S. Czackiego w Gdańsku (1953), w 1960 ukończył studia magisterskie na Uniwersytecie Łódzkim. Do 1968 pracował jako asystent, później, po uzyskaniu stopnia naukowego doktora, jako adiunkt. W 1980 uzyskał habilitację, mianowany został również kierownikiem Zakładu Historii Starożytnej i Średniowiecznej UŁ, funkcję tę sprawował aż do roku 1991. Od 1981 do 1990 (z przerwą w latach 1984–1987) prodziekan Wydziału Filozoficzno-Historycznego UŁ. Dzięki jego staraniom Zakład Historii Starożytnej i Średniowiecznej przemianowany został w Katedrę Historii Bizancjum. Pracował także w Wyższej Szkole Pedagogicznej (obecnie Uniwersytet Humanistyczno – Przyrodniczy) w Piotrkowie Trybunalskim. Zasiadał w Senacie Uniwersytetu Łódzkiego, piastował również funkcję pełnomocnika rektora ds. współpracy z Uniwersytetem w Lyonie. Od 1990 profesor nadzwyczajny. 18 października 2002 prezydent Aleksander Kwaśniewski nadał mu tytuł profesora. W latach 1995–2005 pełnił funkcję przewodniczącego Komisji Bizantynologicznej przy Komitecie Nauk o Kulturze Antycznej Polskiej Akademii Nauk.
W latach 2002–2006 dyrektor Instytutu Historii UŁ, od 2006 na emeryturze, zatrudniony na uczelni na stanowisku emerytowanego profesora.

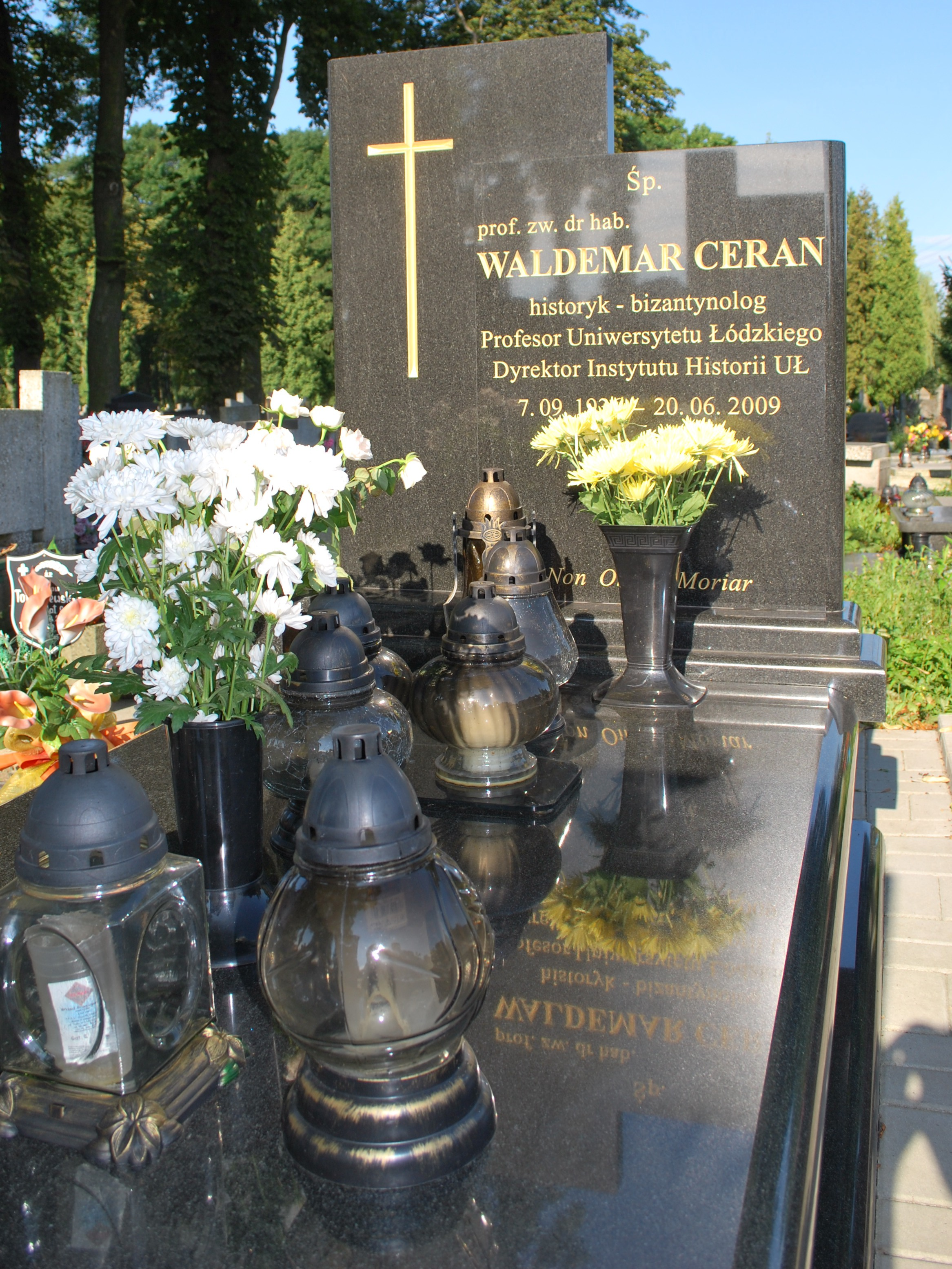
Grób Waldemara Cerana na cmentarzu rzymskokatolickim pw. św. Wincentego à Paulo na łódzkich Dołach

Długoletni współpracownik redakcji wydawanego w Pradze czasopisma „Byzantinoslavica”, członek Rady Programowej „Piotrkowskich Zeszytów Naukowych”, „Przeglądu Nauk Historycznych” oraz „Przeglądu Historycznego”. Współtwórca „Encyklopedii kultury bizantyńskiej” oraz „Wielkiej Encyklopedii PWN”. Twórca i redaktor serii „Byzantina Lodziensia”. Autor ponad 70 prac naukowych.
W młodości trenował boks, reprezentując barwy Gedanii Gdańsk oraz Łódzkiego Klubu Sportowego. Ojciec dziennikarki Doroty Ceran-Pikali.

## Miejsce pochówku
Został pochowany na cmentarzu rzymskokatolickim na Dołach w Łodzi.

## Odznaczenia
Wielokrotnie odznaczany, m.in. Medalem Komisji Edukacji Narodowej oraz Złotym Krzyżem Zasługi, Honorową Odznaką Miasta Łodzi oraz Nagrodą III stopnia Ministra Nauki Szkolnictwa Wyższego i Techniki (trzykrotnie).

## Wybrane publikacje

### Książki
- Rzemieślnicy i kupcy w Antiochii i ich ranga społeczna (II połowa IV wieku), (= Komitet Nauk o Kulturze Antycznej, Archiwum Filologiczne XIX), Wrocław-Warszawa-Kraków: Zakład Narodowy im. Ossolińskich 1969, ss. 134.
- Kościół wobec antychrześcijańskiej polityki cesarza Juliana Apostaty (= „Acta Universitatis Lodziensis”, seria I, nr 63), Łódź: Wydawnictwo Uniwersytetu Łódzkiego 1980, ss. 235.
- Historia i bibliografia rozumowana bizantynologii polskiej 1800-1998, t. 1–2, Łódź 2001, Byzantina Lodziensia VI, Łódź: Wydawnictwo Uniwersytetu Łódzkiego 2001, ss. 786.
- Teodozjusz I Wielki, Kraków: Wydawnictwo WAM 2003, ss. 89.
- Początki i etapy rozwoju bizantynologii polskiej, Poznań: Uniwersytet im. Adama Mickiewicza, Instytut Historii 2005, ss. 45. Labarum 1. (wyd. 2 poprawione 2006).
- Artisans et commerçants à Antioche et leur rang social : (seconde moitié du IVe siècle de notre ère), trad. de la lang. pol. par Elżbieta Kolańska, éd. rev., corr. et mise à jour par Paweł Filipczak, Łódź: Wydawnictwo Uniwersytetu Łódzkiego, cop. 2013. Byzantina Lodziensia, XVIII.

### Artykuły
- Polskoe vizantinovedenije v 1957-1961, „Vizantijskij Vremiennik” 22, 1963, s. 100-107.
- Antonine et Bélisaire, [w:] Byzantinische Beiträge, hrsg. J. Irmscher, Berlin 1964, s. 55-71 (współautor).
- Stagnation or Fluctuation in early Byzantine Society?, „Byzantinoslavica” 31, 1970, fasc. 2, s. 192-203.
- Les études byzantines en Pologne, „Byzantion” 44, 1974, fasc. 2, s. 530-557 (współautor: Halina Evert-Kappesowa).
- Les études byzantines au cours des 25 années de la Pologne Populaire, [w:] L’antiquité classique au cours des 25 années de la Republique Populaire de Pologne, Wrocław-Warszawa-Kraków-Gdańsk: Zakład Narodowy im. Ossolińskich 1974, s. 117-141 (= Bizantynistyka w Polsce Ludowej w okresie 25-lecia, [w:] Bałkanistyka polska, Wrocław-Warszawa-Kraków-Gdańsk: Zakład Narodowy im. Ossolińskich 1974, s. 7-30).
- Profesor dr Halina Evert-Kappesowa. Sylwetka uczonej i pedagoga, „Rocznik Łódzki” 20(23), 1985, s. 5-21.
- „Emporoi” we wczesnobizantyńskiej Antiochii, „Acta Universitatis Lodziensis. Folia Historica” 23, 1986, s. 17-28.
- Atos w średniowieczu i dziś, [w:] III Dni Kultury Greckiej. Sesja popularno-naukowa, Łódź: Biblioteka im. L. Waryńskiego 1987, s. 14-34.
- Kierunki badań nad historią starożytną i średniowieczną powszechną, „Acta Universitatis Lodziensis. Folia Historica” 31, 1988, s. 20-24.
- Cesarz w politycznej teologii Euzebiusza z Cezarei i nauczaniu Jana Chryzostoma, „Acta Universitatis Lodziensis. Folia Historica” 44, 1992, s. 13-27.
- Jan Chryzostom o leczeniu i lekarzach, „Acta Universitatis Lodziensis. Folia Historica” 48, 1993, s. 3-26.
- „Basileia” i „patris” w ujęciu Antiocheńczyków okresu wczesnobizantyńskiego, [w:] Pamiętnik XV Powszechnego Zjazdu Historyków Polskich, Gdańsk-Toruń: Wydawnictwo Adam Marszałek 1995, t. I, cz. 1, s. 107-116.
- Les études byzantines en Pologne (1974-1994), „Acta Universitatis Lodziensis. Folia Historica” 56, 1996, s. 5-47.
- Nowa seria pism Ojców Kościoła, „Homo Dei” 64, 1996, nr 2-3, s. 151-154.
- Źródła myśli teologicznej. Seria wydawnicza Wydawnictwa Apostolstwa Modlitwy, „Homo Dei” 67, 1997, nr 4, s. 153-156.
- Bizancjum, [w:] Uniwersytet Łódzki, Informator Instytutu Historii, Łódź 1998, s. 52-55.
- Libanius et Jean Chrysostome – deux attitudes envers la centralisation et la bureaucratisation de l’Empire byzantin au IVe siecle, [in:] Mélanges d’histoire byzantine offerts a Oktawiusz Jurewicz a l’occasion de son soixante-dixieme anniversaire, Byzantina Lodziensia III, Łódź: Wydawnictwo Uniwersytetu Łódzkiego 1998, s. 29-42.
- Bizantynistyka w Polsce, [w:] Antiquarum non immemores... Polskie Towarzystwo Filologiczne (lata 1893-1993), Acta Societatis Philologae Polonorum, Warszawa-Wrocław: OBTA 1999, s. 73-89.
- Recenzja dorobku naukowego Profesora Ihora Ševčenko (w związku ze wszczętym postępowaniem o nadanie tytułu doktora honoris causa Uniwersytetu Warszawskiego, [w:] Uroczystość wręczenia dyplomu Doktora Honoris Causa Uniwersytetu Warszawskiego profesorowi Ihorowi Sevcence 5 grudnia 2001 roku, Warszawa: Biuro Informacji i Promocji UW 2001, s. 30-39.
- Główne osiągnięcia polskich badań nad historią sztuki bizantyńskiej (do roku 1998), [w:] Sztuka średniowiecznego Wschodu i Zachodu. Osiągnięcia i perspektywy poznawcze u progu XXI wieku, red. Małgorzata Smorąg-Różycka, Kraków: Universitas 2002, s. 9-42.
- Omówienie stanu badań bizantynologicznych w Polsce oraz perspektywy rozwoju kadry naukowej (1999-2002), „Meander” 58, 2003, nr 2, s. 171-182.
- Bizantynistyka na Uniwersytecie Łódzkim w latach 1999-2003, „Przegląd Historyczny” 95, 2004, nr 1, s. 109-118.
- VII Sympozjum Kazimierskie poświęcone kulturze późnego antyku i wczesnego chrześcijaństwa (Kazimierz Dolny, 7-9 października 2004), „Przegląd Nauk Historycznych” 3, 2004, nr 2(6), s. 226-235.
- Teatr we wczesnym Cesarstwie Bizantyńskim, „Przegląd Historyczny” 95, 2004, nr 3, s. 1-11.
- Wstęp do trzeciego wydania, [w:] Georg Ostrogorski, Dzieje Bizancjum, Warszawa: PWN 2008, s. 9-16.

### Przekłady
- Georg Ostrogorski, Dzieje Bizancjum, Warszawa: PWN 1967, s. 47-93, 369-445 (tłumaczenie z niemieckiego, rozdz. I i VIII; wyd. 1968, wyd. 3 2008)
- Cywilizacje starożytne, Praca zbiorowa pod red. A. Cotterella, Łódź: Wydawnictwo Łódzkie 1990, s. 151-184; 216-306; 381-395 (tłumaczenie z angielskiego).
- A. Cotterell, Słownik mitów świata, Łódź: Wydawnictwo Łódzkie 1993, s. 5-85, 193-280, 425-438 (tłumaczenie z angielskiego). Wydanie 2: Katowice: Wydawnictwo „Książnica” 1996, s. 5-65, 143-215, 316-321; dodruk 1999; wydanie 3: Katowice: Wydawnictwo „Książnica” 2001; wydanie 4: Wydawnictwo „Książnica” 2006.
- Oksfordzka encyklopedia świata. Od prehistorii do 1800 r., (140 stron), Łódź: Pro-media 1996 (tłumaczenie z angielskiego), płyta kompaktowa.
- Oxford. Ilustrowana encyklopedia uniwersalna. Historia świata. Od pradziejów do 1800 roku, Warszawa: Polska Oficyna Wydawnicza BGW 1997, ss. 387 (tłumaczenie z angielskiego).
- Michel Balard, Łaciński Wschód XI-XV wiek, Kraków: WAM 2010 (tłumaczenie z francuskiego)[3].